# Cotuí (provinshuvudstad)
Cotuí är en provinshuvudstad i Dominikanska republiken.   Den ligger i provinsen Sánchez Ramírez, i den centrala delen av landet, 60 km norr om huvudstaden Santo Domingo. Cotuí ligger 67 meter över havet och antalet invånare är 41 641.
Terrängen runt Cotuí är platt åt nordost, men åt sydväst är den kuperad. Runt Cotuí är det ganska tätbefolkat, med 129 invånare per kvadratkilometer. Närmaste större samhälle är La Mata, 5,5 km norr om Cotuí. Omgivningarna runt Cotuí är en mosaik av jordbruksmark och naturlig växtlighet.